# Mautner (Familie)
Die Familie Mautner ist eine aus Böhmen stammende österreichische Familie. Ihre Bedeutung lag im 19. und 20. Jahrhundert einerseits im Unternehmertum, andererseits im kulturellen wie künstlerischen Bereich. Die Familie begründete im 19. Jahrhundert einen der zur damaligen Zeit größten europäischen Textilkonzerne Europas mit ca. 23.000 Beschäftigten in seiner Blütezeit.
Als der wichtigste Vertreter der Familie gilt der im ostböhmischen Náchod geborene Isidor Mautner, der 1874 von seinem Vater Isaak Mautner als Teilhaber in die nunmehrige Firma Isaac Mautner & Sohn aufgenommen wurde und die Leitung der 1867 begründeten Wiener Niederlassung übernahm.
Verheiratet war Isidor mit Jenny, geborene Neumann (1856–1938), Tochter eines Wiener Seidenhändlers. Sie galt als sehr kunstinteressiert und als Mäzenin. Durch sie verkehrten zahlreiche Künstler in ihrem Wiener Domizil, im Geymüllerschlössel. Sie selbst sang in einem Damenchor unter der Leitung der Opernsängerin Selma Kurz. Der Bildhauer Josef Breitner und der Maler Ferdinand Schmutzer übernahmen die künstlerische Erziehung der Kinder im Hause Mautner. Der Ehe von Isidor und Jenny entstammten die Söhne Stephan und Konrad sowie die Töchter Katharina und Marie.
Stephan Mautner (1877–1944) war wie sein Vater in dem Textilimperium in leitender Position tätig. Zuvor reiste er jedoch auf verschiedenen Schiffen der K.u.k. Marine als kommandierender commercieller Berichterstatter des Handelsministeriums nach Ostasien und kehrte dann über die Vereinigten Staaten zurück. 1900 heiratete er Elsa Eissler (1877–1944), mit der er vier Kinder hatte. Nach dem Zusammenbruch der Firmengruppe des Vaters und dessen Tod zog er sich 1930 aus allen unternehmerischen Funktionen zurück und widmete sich der Malerei. Neben der künstlerischen Erziehung im Elternhaus hatte er auch eine zusätzliche Ausbildung durch den Maler Hugo Charlemont erhalten. Nach dem „Anschluss“ Österreichs an das nationalsozialistische Deutsche Reich, emigrierte Stephan Mautner am 3. November 1938 mit seiner Frau nach Budapest. Die Sterbedaten sind nicht ganz gesichert. Nach verschiedenen Quellen wurde er im Juli 1944 im KZ Auschwitz ermordet.
Konrad Mautner (1880–1924) besuchte zwei Jahre das Schottengymnasium in Wien. Ansonsten erhielt er Privatunterricht, vor allem durch den Wiener Philosophen Richard Wahle. Er verbrachte ein Studienjahr in den Vereinigten Staaten, von dem er desillusioniert zurückkehrte. 1909 heiratete er seine Cousine Anna, mit der er fünf Kinder hatte. Er lehnte das väterliche Unternehmertum immer deutlicher ab, konvertierte 1919 zum Protestantismus und zog sich 1921 aus allen unternehmerischen Funktionen zurück. Er hielt sich die meiste Zeit am Grundlsee im Ausseer Land auf, wo er eine Villa besaß und umfangreiche volkskundliche Studien betrieb.
Katharina (Käthy) Breuer-Mautner (1883–1979) wurde ebenso wie ihre Geschwister musisch erzogen. Sie war wie ihre Mutter Chorsängerin und sang in den Chören von Bruno Walter und Eusebius Mandyczewski. Verheiratet war Katharina mit dem Anwalt Hans Breuer, dem Sohn des Mediziners und Mitbegründers der Psychoanalyse Josef Breuer. Aus der Ehe gingen drei Söhne hervor. 1939 flüchtete Katharina, die bereits seit 1926 verwitwet war, nach England. Sie kehrte im Gegensatz zu ihrem Sohn Franz nach dem Zweiten Weltkrieg nicht mehr nach Wien zurück, sondern lebte bis zu ihrem Tod in Reading.
Marie Mautner-Kalbeck (1886–1972) widmete sich vor allem der Malerei und unterstützte ihren Bruder Konrad bei seinen volkskundlichen Forschungen. Sie heiratete 1919 den Regisseur Paul Kalbeck (1884–1949), der vorher mit Helene Thimig verheiratet gewesen war. Mit ihm hatte sie einen Sohn, den Schriftsteller Florian Kalbeck und die Tochter Marianne, die 1938 zunächst ohne ihre Familie nach England emigrierte. Marie folgte ihr 1939 und kehrte 1947 mit ihrer Tochter nach Österreich zurück. Paul Kalbeck und ihr Sohn Florian waren zu dieser Zeit in der Schweiz im Exil. Ihr Sohn kehrte nach dem Krieg ebenfalls nach Wien zurück.
Der Niedergang des Industrieimperiums der Familie Mautner wurde durch das Ende Österreich-Ungarns nach dem Ersten Weltkrieg eingeleitet. Als verhängnisvoll erwies sich vor allem das Engagement Isidor Mautners für die von seinem Sohn Stefan geleitete "Neue Wiener Bankgesellschaft", deren Niedergang ihn einen Großteil seiner finanziellen Ressourcen kostete. Zu den Textilfabriken der Familie gehörte auch von 1925 bis 1929 die Niederlassung in Marienthal, nach deren Zusammenbruch im Jahr 1933 die Studie Die Arbeitslosen von Marienthal durchgeführt wurde. Welche Kunstwerke und Güter die Familie durch Versteigerungen aus Geldmangel oder aber durch die 1938 eingeleitete Arisierung und Vertreibung verloren hat, wird bis heute untersucht. Verhandlungen über eine Restitution sind bis heute noch nicht abgeschlossen.
Im Jahr 1993 wurde in Wien-Währing (18. Bezirk) der Mautnerweg nach Konrad Mautner benannt. An die Familie Mautner erinnern zudem auch die Mautnerstraße in Trattenbach und eine Gedenktafel für Konrad Mautner in Gößl am Grundlsee. Bekannt sind auch die „Mautner-Drucke“, Trachtenstoffe, die von Konrad Mautners Witwe Anna entwickelt wurden.